# Франклин Парк (Њу Џерзи)
Франклин Парк (енгл. Franklin Park) насељено је место без административног статуса у америчкој савезној држави Њу Џерзи.

## Демографија
По попису из 2010. године број становника је 13.295.
| Група             | 2000.    | 2010.         |
| Белци             | 0 (0,0%) | 3.691 (27,8%) |
| Афроамериканци    | 0 (0,0%) | 3.635 (27,3%) |
| Азијати           | 0 (0,0%) | 4.591 (34,5%) |
| Хиспаноамериканци | 0 (0,0%) | 1.040 (7,8%)  |
| Укупно            | 0        | 13.295        |